# Championnats du monde de course d'orientation 2008
Navigation
Édition précédente Édition suivante
Les championnats du monde de course d'orientation 2008, vingt-cinquième édition des championnats du monde de course d'orientation, ont lieu du 12 au 20 juillet 2008 à Olomouc, en République tchèque.

## Podiums
Femmes
| Épreuves                | Or                                                    | Argent                                                    | Bronze                                               |
| ----------------------- | ----------------------------------------------------- | --------------------------------------------------------- | ---------------------------------------------------- |
| Femmes Sprint           | Norvège Anne Margrethe Hausken                        | Finlande Minna Kauppi                                     | Suède Helena Jansson                                 |
| Femmes moyenne distance | Finlande Minna Kauppi                                 | Suisse Vroni König-Salmi                                  | Tchéquie Radka Brožková                              |
| Femmes Longue distance  | République tchèque Dana Brožková                      | Norvège Marianne Andersen                                 | Suède Annika Billstam                                |
| Femmes Relais           | Finlande Katri Lindeqvist Merja Rantanen Minna Kauppi | Russie Galina Winogradowa Julia Nowikowa Tatiana Ryabkina | Suède Annika Billstam Sofie Johansson Helena Jansson |

Hommes
| Épreuves                | Or                                                      | Argent                                                | Bronze                                               |
| ----------------------- | ------------------------------------------------------- | ----------------------------------------------------- | ---------------------------------------------------- |
| Hommes Sprint           | Russie Andrei Chramow                                   | Suisse Daniel Hubmann                                 | Suède Martin Johansson                               |
| Hommes moyenne distance | France Thierry Gueorgiou                                | Tchéquie Michal Smola                                 | Russie Walentin Nowikow                              |
| Hommes Longue distance  | Suisse Daniel Hubmann                                   | Norvège Anders Nordberg                               | France François Gonon                                |
| Hommes Relais           | Royaume-Uni Graham Gristwood Jon Duncan Jamie Stevenson | Russie Dmitri Zwetkow Andrei Chramow Walentin Nowikow | Suisse Baptiste Rollier Matthias Merz Daniel Hubmann |

## Tableau des médailles
- Pays organisateur

| Rang  | Nation             | Or | Argent | Bronze | Total |
| ----- | ------------------ | -- | ------ | ------ | ----- |
| 1     | Finlande           | 2  | 1      | 0      | 3     |
| 2     | Russie             | 1  | 2      | 1      | 4     |
| 2     | Suisse             | 1  | 2      | 1      | 4     |
| 4     | Norvège            | 1  | 2      | 0      | 3     |
| 5     | République tchèque | 1  | 1      | 1      | 3     |
| 6     | France             | 1  | 0      | 1      | 2     |
| 7     | Royaume-Uni        | 1  | 0      | 0      | 1     |
| 8     | Suède              | 0  | 0      | 4      | 4     |
| Total | Total              | 8  | 8      | 8      | 24    |